# Кастелларо
Кастелларо (итал. Castellaro) — коммуна в Италии, располагается в регионе Лигурия, в провинции Империя.
Население составляет 1151 человек (2008 г.), плотность населения составляет 132 чел./км². Занимает площадь 9 км². Почтовый индекс — 18011. Телефонный код — 0184.
Покровителем коммуны почитается святой апостол Пётр в веригах, празднование 1 августа.

## Демография
Динамика населения:

## Администрация коммуны
- Официальный сайт: https://web.archive.org/web/20050623020451/http://www.comunecastellaro.it/